# ری اون-چول
ری اون-چول (انگلیسی: Ri Un-chol؛ زادهٔ ۱۳ ژوئیهٔ ۱۹۹۵) بازیکن فوتبال اهل کره شمالی است.
وی همچنین در تیم‌های ملی فوتبال زیر ۲۳ سال کره شمالی و کره شمالی بازی کرده‌است.